# Xylosma venosum
Xylosma venosum är en videväxtart som beskrevs av N. E. Brown. Xylosma venosum ingår i släktet Xylosma och familjen videväxter. Inga underarter finns listade i Catalogue of Life.